# Beccarianthus
Beccarianthus é um género botânico pertencente à família Melastomataceae.